# Nolens volens
Nolens volens is Latijn voor niet willende willend en kan men het best vertalen met tegen wil en dank, of je nu wilt of niet of willens nillens.
De uitdrukking wordt gebruikt om aan te geven dat men iets doet tegen zijn zin of onder dwang.